# Live at El Paso
Live at El Paso è il primo album live della band Hardcore punk, torinese Woptime, registrato dal vivo durante un concerto al centro sociale autogestito El Paso Occupato.

## Formazione
- Saverio: voce
- Paolo: chitarra
- Giorgio: basso
- Sergio: batteria

## Tracce
1. Intro-Fuoco – 1:48
2. Codice d'onore – 2:27
3. Dove sei? – 1:40
4. Inferno sulla Terra – 1:33
5. Noi ci odiamo – 1:48
6. Giustizia – 2:00
7. Il giorno del giudizio – 1:55
8. Non contano nulla – 1:28
9. Anthem – 1:56
10. Puerto Escondido – 2:08
11. No remorse – 1:58
12. Rispetto – 1:46
13. T.D.C. – 1:35
14. Non sai niente – 1:50
15. World peace – 2:15
16. Pizza mafia spaghetti – 1:58
17. Torino è la mia città – 2:30
18. Woptime – 2:33